# Frederiksholms Kanal
Frederiksholms Kanal är en kanal i centrala Köpenhamn i Danmark. Den ligger i förlängningen av Slotsholmskanalen och skiljer Slotsholmen från fastlandet.
Kanalen börjar vid bron
Stormbroen och slutar vid Langebro och korsas av de tre broarna Marmorbroen, Prinsens Bro och Bryghusbroen.
Gatorna på båda sidor av kanalen heter också Fredriksholms Kanal.
Nationalmuseet, Kongens Bryghus  och flera 
ministerier har adress på Frederiksholms Kanal.